# Orlando: een biografie
Orlando: een biografie is een fictieve biografie van Virginia Woolf. Het boek is voor het eerst gepubliceerd op 11 oktober 1928. Woolf heeft zich voor het schrijven van dit boek laten inspireren door het tumultueuze leven van de aristocratische dichter en romanschrijver Vita Sackville-West, Woolfs minnaar en goede vriendin. Orlando is misschien wel een van Woolfs meest populaire werken; een geschiedenis van Engelse literatuur in satirische vorm. Het boek beschrijft de avonturen van een dichter die van gender verandert; van man naar vrouw. Orlando leeft eeuwenlang en ontmoet verscheidene belangrijke figuren uit de Engelse literatuurgeschiedenis. Het boek wordt beschouwd als een feministische klassieker en is uitgebreid onderzocht en beschreven door wetenschappers op het gebied van vrouwenliteratuur, Queer studies en gender- en transgenderstudies.
In 1989 werkten regisseur Robert Wilson en schrijver Darryl Pinckney samen aan een theaterproductie met één acteur. De Britse première van deze theaterproductie vond plaats tijdens het Edinburgh Festival in 1996, met Miranda Richardson in de titelrol; in de Franse versie van de theaterproductie speelde Isabelle Huppert de hoofdrol. Deze versie van de voorstelling opende in 1993 in het Vidy theater in Lausanne (Zwitserland). Een verfilming van Sally Potter,  getiteld Orlando, werd uitgebracht in 1992, met in de hoofdrol Tilda Swinton. Ook Sarah Ruhl heeft een toneelbewerking gemaakt van de roman. Deze ging in première in New York in 2010. Verder werd de roman ook aangepast voor operawerken.

## Samenvatting
De gelijknamige protagonist wordt geboren als mannelijke edelman in Engeland tijdens het bewind van Elizabeth I. Hij ondergaat een mysterieuze geslachtsverandering op ongeveer 30-jarige leeftijd en leeft meer dan 300 jaar voort tot in Woolfs eigen tijd.
Als tiener dient de knappe Orlando zich aan als hulp op het Elizabethaanse hof en wordt de 'favoriet' van de bejaarde koningin. Na haar dood wordt hij hevig verliefd op Sasha, een ongrijpbare en ietwat wilde prinses in de entourage van de Russische ambassade. Deze eerste hoofdstukken spelen tijdens de winter van 1708-1709. De Theems was compleet bevroren en mensen bewogen zich schaatsend door de stad.
Terwijl de temperaturen weer stijgen in Londen, blijkt Sasha ontrouw te zijn geweest en ze vertrekt plotseling naar Rusland. De eenzame Orlando keert terug naar het schrijven van The Oak Tree, een lang gedicht waar hij in zijn jeugd al mee begonnen is. Hij ontmoet en ontvangt een gemene dichter, Nicholas Greene, die behoorlijk negatief is over Orlando's schrijfstijl. Later voelt Orlando zich verraden als hij hoort dat hij in een van Greene's volgende werken is bespot. Een periode van bezinning op liefde en leven laat Orlando zich realiseren dat hij zijn voorouderlijk landhuis meer moet waarderen. Daarom laat hij die vervolgens rijkelijk inrichten. Vanuit daar speelt hij gastheer voor zijn bezoekers.
De verveling slaat toe en Orlando voelt zich lastiggevallen door een hardnekkige minnaar, de lange en enigszins androgyne aartshertogin Harriet, waardoor Orlando op zoek gaat naar een manier om het land te verlaten. Hij wordt door koning Karel II aangesteld als ambassadeur in Constantinopel. Orlando voert zijn taken goed uit, tot een nacht van burgerlijke onrust en moorddadige rellen. Hij valt dagenlang in slaap en anderen kunnen hem niet wekken. Orlando ontwaakt en ontdekt dat hij is veranderd in een vrouw - dezelfde persoon, met dezelfde persoonlijkheid en hetzelfde intellect, maar in het lichaam van een vrouw. Hoewel de verteller van de roman beweert verward te zijn door Orlando's verandering, accepteert de fictieve Orlando gelijk de verandering. Vanaf nu veranderen Orlando's amoureuze neigingen regelmatig, hoewel ze biologisch vrouwelijk blijft.
De nu Lady Orlando ontsnapt stiekem uit Constantinopel in het gezelschap van een Roma-clan. Ze neemt hun manier van leven over totdat waarden en normen haar ertoe brengen naar huis te gaan. Pas op het schip terug naar Engeland, met haar strakke vrouwenkleren en een incident waarbij een flits van haar enkel er bijna toe leidt dat een zeeman ten val komt, realiseert ze zich hoe anders het leven is als vrouw. Ze concludeert dat het een algemeen voordeel heeft en verklaart: "God zij dank, ik ben een vrouw!" Terug in Engeland wordt Orlando opnieuw opgejaagd door de aartshertogin, die zich nu openbaart als een man; de aartshertog Harry. Orlando ontwijkt zijn huwelijksaanzoeken. Ze wisselt vervolgens verscheidene keren van gender.
Orlando houdt zich enthousiast bezig met het leven in de 18e en 19e eeuw. Aan het hof komen vele grote namen langs, zoals Alexander Pope. Criticus Nick Greene, tijdloos net als Orlando, verschijnt weer en promoot Orlando's schrijven. Hij belooft haar te helpen bij het publiceren van The Oak Tree.
Orlando wint een rechtszaak over haar eigendom en trouwt met een zeekapitein, Marmaduke Bonthrop Shelmerdine. Net als Orlando past hij zich niet aan aan de genderverwachtingen, en Orlando schrijft het succes van hun huwelijk toe aan deze gelijkenis tussen Orlando en Shelmerdine. In 1928 publiceert ze The Oak Tree, eeuwen nadat ze ermee begonnen is, en wint een prijs. In het einde van de roman vliegt Orlando's echtgenoot over het landhuis in een vliegtuig, dat boven Orlando zweeft totdat Shelmerdine op de grond springt. Een verdwaalde vogel vliegt over zijn hoofd en Orlando jubelt: "Het is de gans! De wilde gans!" De roman eindigt exact op middernacht op donderdag 11 oktober 1928 (de dag dat de roman gepubliceerd is).

## Inspiratie
Woolf en Vita Sackville-West waren beiden lid van de Bloomsburygroep, die bekend stond om zijn liberale opvattingen over seksualiteit. De twee begonnen een seksuele en romantische relatie die tien jaar duurde en lang daarna als een vriendschap voortgezet is. Deze inspiratie wordt met name bevestigd door Woolf zelf, die op 5 oktober 1927 in haar dagboek het idee van Orlando noteerde.
Ook Nigel Nicolson, de zoon van Sackville-West, schreef over de relatie tussen Virginia en Vita als de inspiratie bron voor het boek.